# Amenucourt
Cet article possède un paronyme, voir Menucourt.
Amenucourt est une commune française située dans le département du Val-d'Oise en région Île-de-France. C'est une petite commune rurale de la vallée de l'Epte (site naturel classé), membre du parc naturel régional du Vexin français, à une soixantaine de kilomètres à l'ouest de Paris.
Ses habitants sont appelés les Amenucourtois.

## Géographie

### Localisation
La commune d'Amenucourt se trouve dans la vallée de l'Epte, dans l'ouest du Val-d'Oise, à la limite du département de l'Eure, à environ quarante kilomètres au nord-ouest de Pontoise, chef-lieu du département.

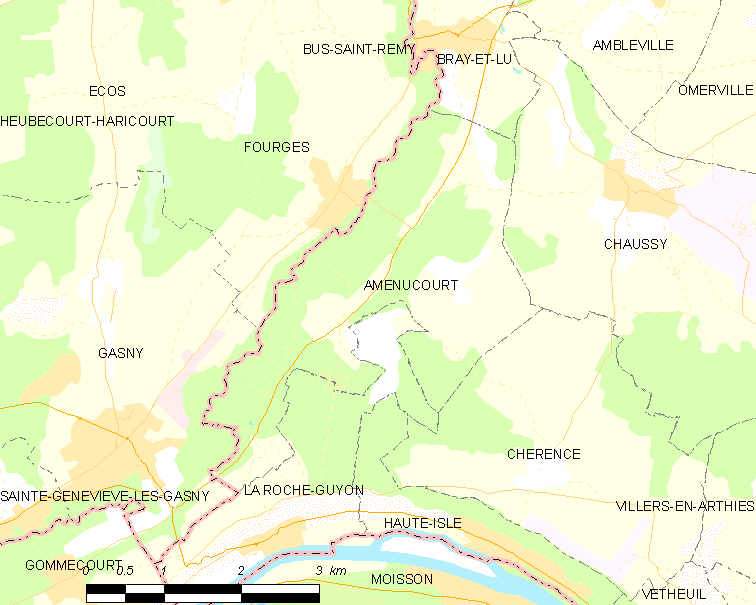
Carte de la commune.
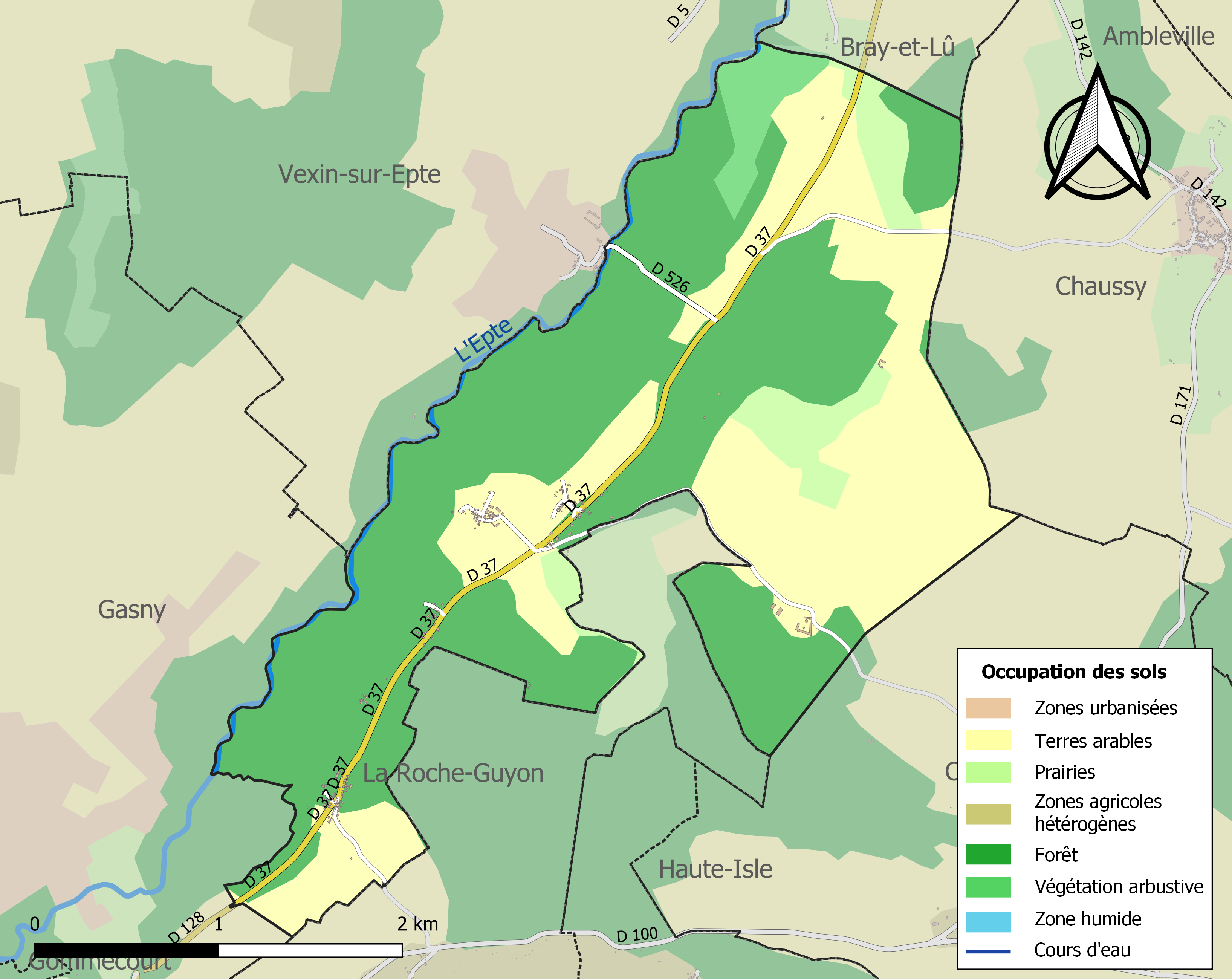
Occupation des sols.

### Communes limitrophes
Les communes limitrophes sont Bray-et-Lû au nord, Chaussy au nord-est, Chérence à l'est, La Roche-Guyon au sud, Gasny et Fourges à l'ouest, et Bus-Saint-Rémy au nord-ouest, ces trois dernières communes se trouvant dans l'Eure (Normandie).
| Bus-Saint-Rémy (Eure) | Bray-et-Lû     |          |
| Fourges (Eure)        | Amenucourt     | Chaussy  |
| Gasny (Eure)          | La Roche-Guyon | Chérence |

### Relief et géologie

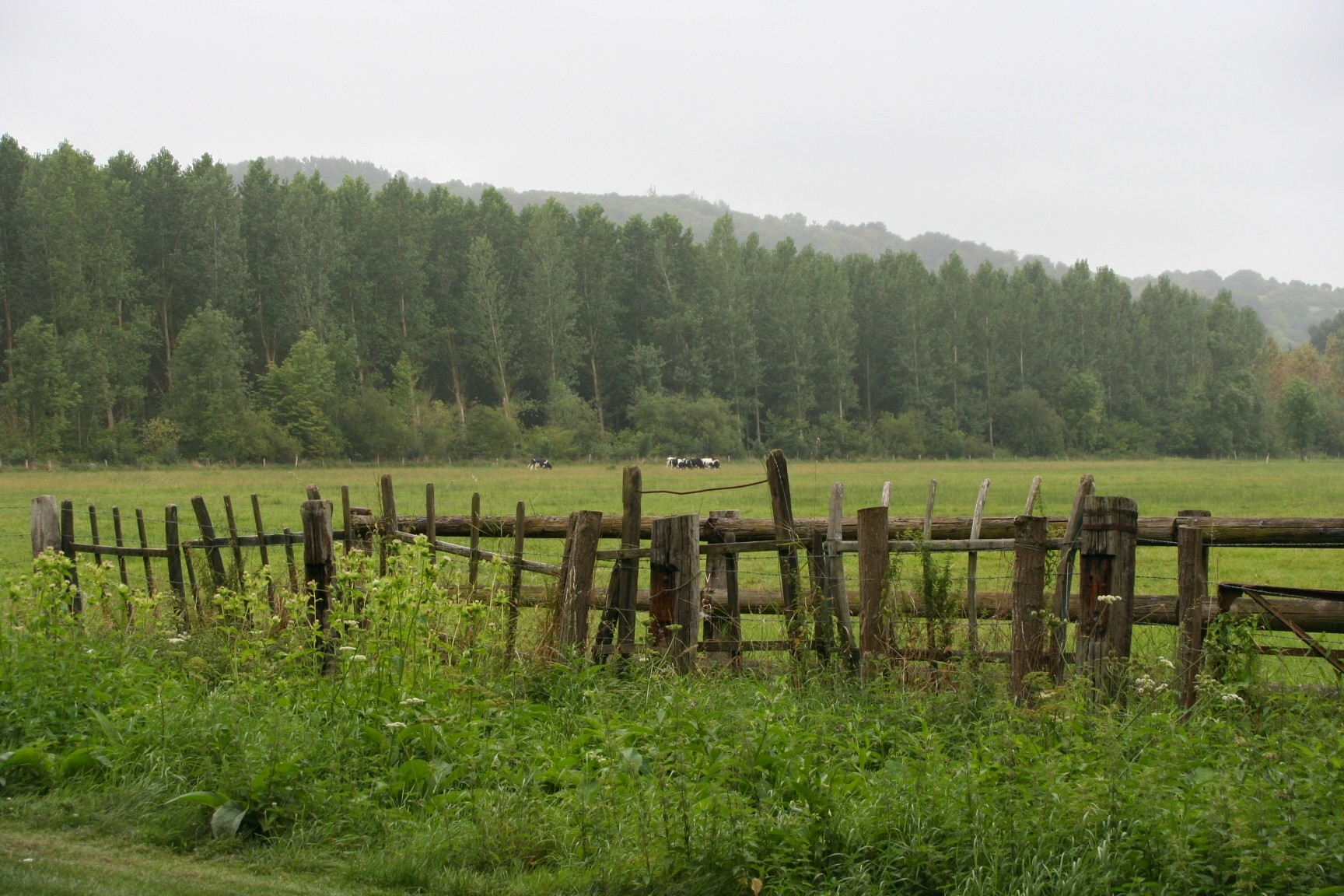
Pâturages dans la vallée de l'Epte.

Le territoire communal est, avec 870 hectares, relativement petit. Il s'étend sur environ 4,5 km du nord au sud et 3 km d'est en ouest. Il comprend deux parties nettement différenciées, le fond de la vallée de l'Epte, et le versant est, très pentu et entaillé par plusieurs vallons transversaux. Ce versant intersecte vers le sud la vallée de la Seine (concavité du méandre de Moisson), formant une arête d'où la vue s'étend sur les deux vallées. La commune comprend une petite partie du plateau du Vexin français, à environ 150 mètres d'altitude.
Sur le plan géologique, le sol est constitué principalement de craie blanche à silex du Crétacé supérieur (Sénonien), qui constitue l'assise du Bassin parisien et qui a été dégagée dans ce secteur des couches sédimentaires du Tertiaire par l'érosion qui a creusé la vallée de l'Epte. Dans le fond de la vallée, la craie est recouverte par des alluvions modernes.

### Hydrographie et risques naturels

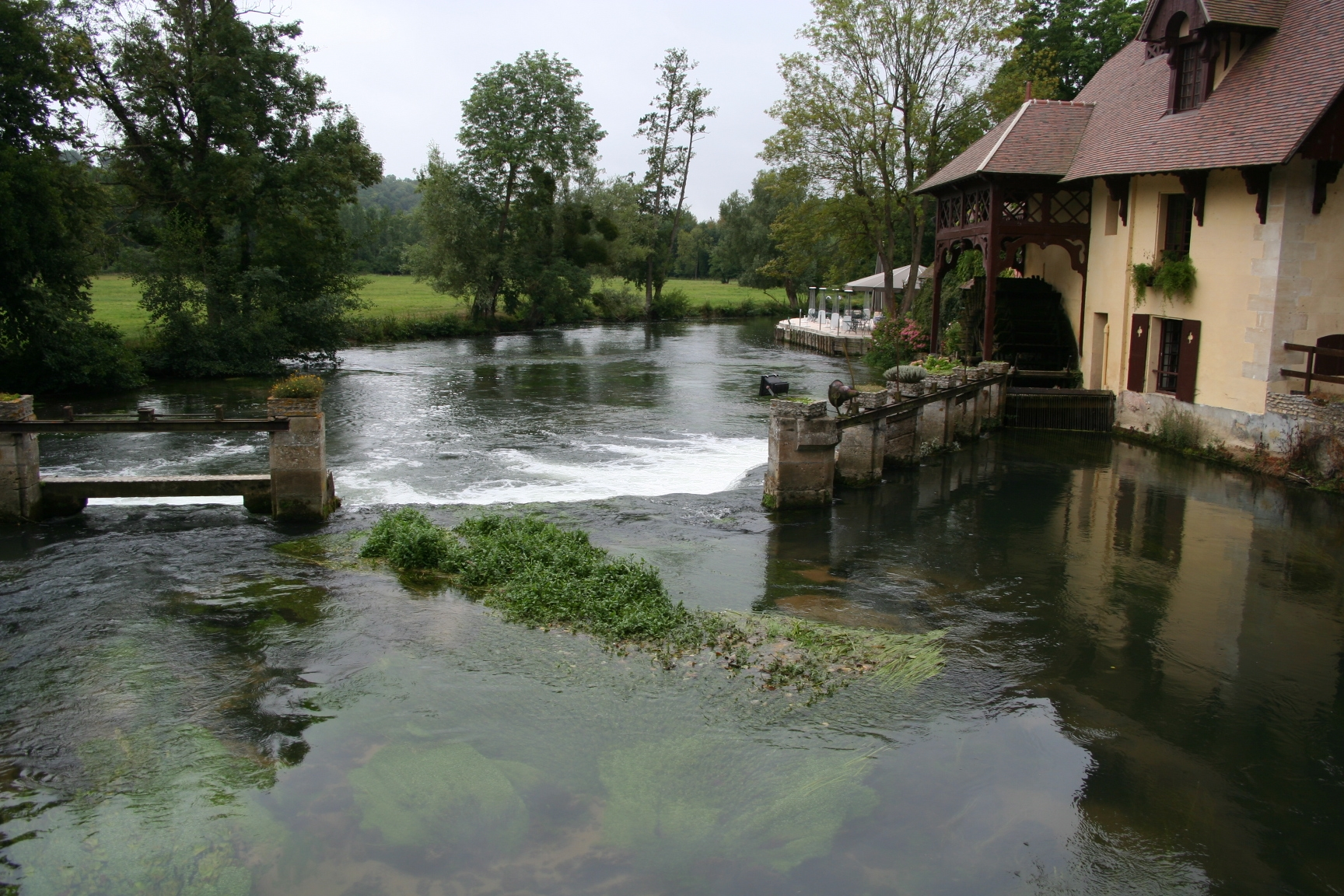
L'Epte au moulin de Fourges.

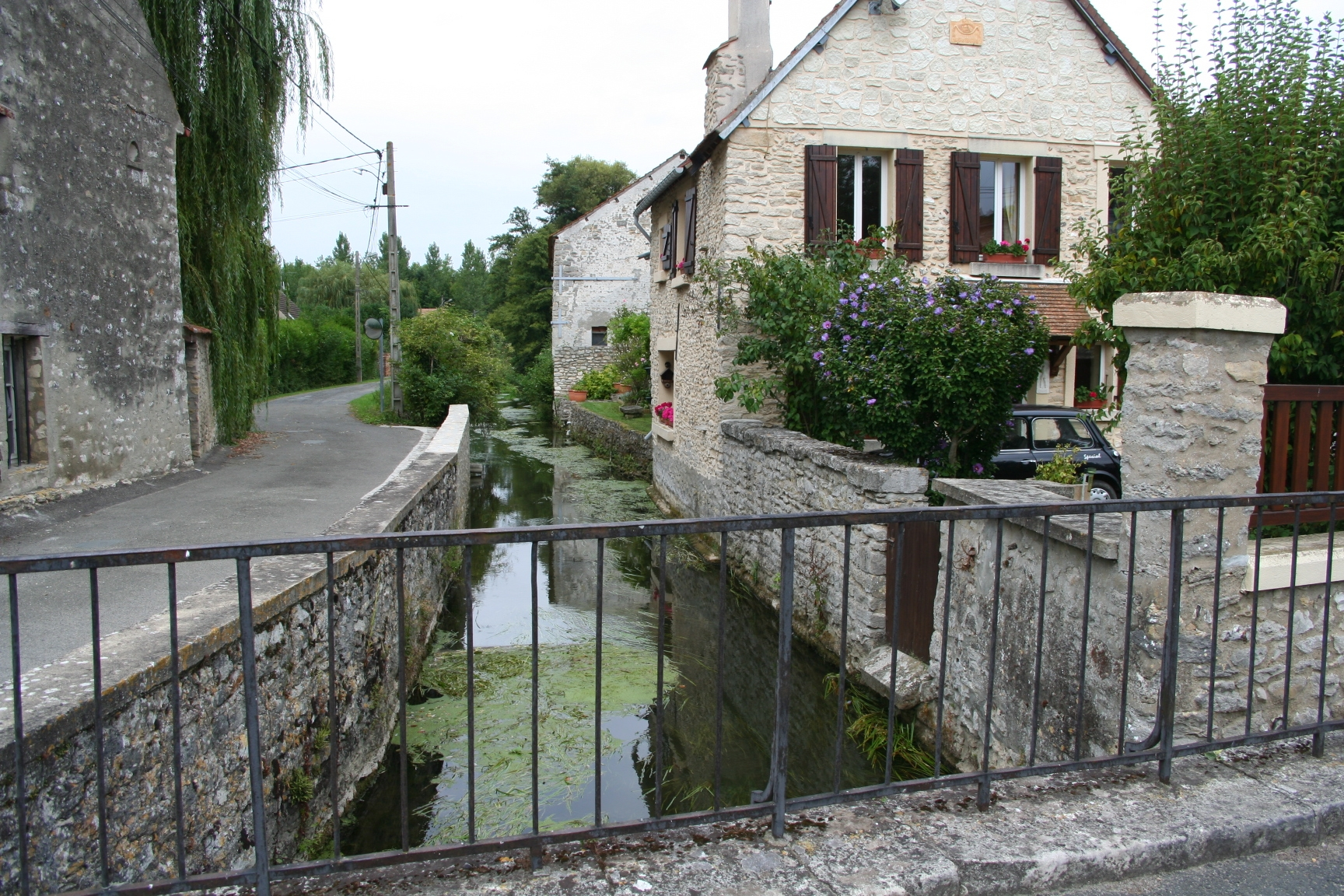
Le ru de Roconval au Mauverand.

Le territoire communal est bordé à l'ouest par l'Epte sur une longueur d’environ quatre kilomètres. Le cours de l'Epte, très sinueux, en légère pente du nord au sud (de 26 à 21 m d'altitude) est bordé de zones humides, dont le marais de Frocourt, dans la partie nord de la commune, et le marais de la Vausonnière dans la partie sud. Une dérivation de l'Epte, le ru de Roconval, se détache un peu en aval du moulin de Fourges et rejoint le cours principal à la limite sud de la commune.
La situation géographique du village rend la commune particulièrement vulnérable à des risques naturels élevés : toute la plaine alluviale à l'ouest de la route départementale, soit la moitié du territoire communal comprenant les hameaux de Mauverand et Beauregard, est à risque d’inondation consécutif à une crue de l'Epte. Les vallées sèches dominant le village et orientées vers l'Epte sont à risque d'inondation par ruissellement, consécutive à de fortes précipitations. En revanche, il n'existe pas de risque élevé de mouvement de terrain, présent dans certaines communes voisines en raison des falaises calcaires.
L’eau potable à Amenucourt est d’origine souterraine. Elle est de très bonne qualité bactériologique, peu fluorée, contenant peu de pesticides mais très dure et à la teneur en nitrates relativement élevée (moyenne comprise entre 25 et 50 mg/l).

### Climat
Pour des articles plus généraux, voir Climat de l'Île-de-France et Climat du Val-d'Oise.
En 2010, le climat de la commune est de type climat océanique dégradé des plaines du Centre et du Nord, selon une étude du CNRS s'appuyant sur une série de données couvrant la période 1971-2000. En 2020, Météo-France publie une typologie des climats de la France métropolitaine dans laquelle la commune est exposée à un climat océanique et est dans la région climatique Sud-ouest du bassin Parisien, caractérisée par une faible pluviométrie, notamment au printemps (120 à 150 mm) et un hiver froid (3,5 °C).
Pour la période 1971-2000, la température annuelle moyenne est de 10,7 °C, avec une amplitude thermique annuelle de 14,4 °C. Le cumul annuel moyen de précipitations est de 691 mm, avec 11,5 jours de précipitations en janvier et 7,8 jours en juillet. Pour la période 1991-2020, la température moyenne annuelle observée sur la station météorologique la plus proche, située sur la commune d'Étrépagny à 22 km à vol d'oiseau, est de 11,3 °C et le cumul annuel moyen de précipitations est de 774,0 mm,. Pour l'avenir, les paramètres climatiques de la commune estimés pour 2050 selon différents scénarios d'émission de gaz à effet de serre sont consultables sur un site dédié publié par Météo-France en novembre 2022.

### Occupation des sols
Le territoire est en partie boisé (234 hectares de forêts, soit environ 26 % du total), surtout dans sa moitié est, et englobe une petite partie de la forêt régionale de la Roche-Guyon.
Le village est bâti sur les coteaux dominant la rive gauche de l'Epte. Contrairement à la plupart des communes du Vexin français, à l'habitat regroupé, Amenucourt possède plusieurs hameaux échelonnés le long du ru de Roconval : le Mauvérant, Roconval le grand et le petit, la ferme fortifiée du Chesnay, la ferme du Val-Perron (lieu de découverte d'un important cimetière mérovingien), Beauregard, le Malgardé et Pont-aux-Vaches. Saint-Leu - ou Frocourt - est un ancien village abandonné, il n'en subsiste que des maisons en ruine dans les bois.

### Voies de communication et transports

#### Réseau routier

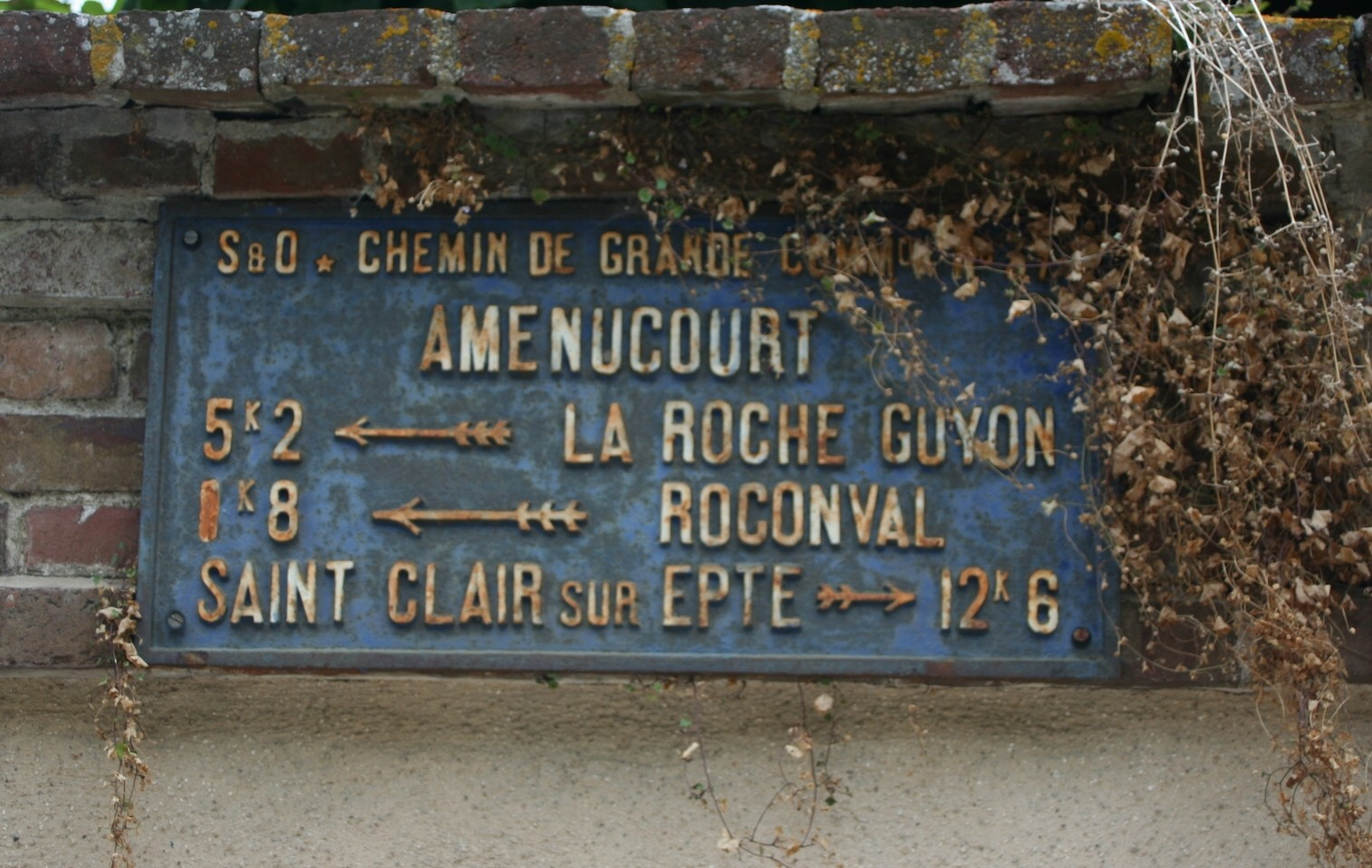
Ancienne plaque indicatrice sur la RD 37.

Les communications sont assurées par la route départementale D 37 qui relie Gasny à Saint-Clair-sur-Epte en suivant le pied des coteaux parallèlement au cours de l'Epte. L'accès à l'autoroute de Normandie se situe à environ 15 km vers Paris (demi-échangeur de Bonnières-sur-Seine) et 17 km vers la Normandie (échangeur de Chaufour-lès-Bonnières). Un sentier de grande randonnée, le GR de pays de la vallée de l'Epte, suit en partie la limite est de la commune.

#### Transports en commun
La commune ne dispose pas de desserte ferroviaire. Une ligne à voie unique, la ligne de Gisors-Boisgeloup à Pacy-sur-Eure aujourd'hui désaffectée, suivait autrefois la rive droite de l'Epte. Elle a été transformée en voie verte entre Gisors et Gasny. La commune est desservie par les lignes d'autocar 95-42 Haute-Isle - Magny-en-Vexin et 95-44 Saint-Cyr-en-Arthies - Bray-et-Lu du réseau de bus du Vexin. Les gares les plus proches sont situées à Mantes-la-Jolie, Bonnières-sur-Seine ou Vernon, sur la ligne Paris - Rouen.

## Urbanisme

### Typologie
Au 1er janvier 2024, Amenucourt est catégorisée commune rurale à habitat dispersé, selon la nouvelle grille communale de densité à sept niveaux définie par l'Insee en 2022.
Elle est située hors unité urbaine. Par ailleurs la commune fait partie de l'aire d'attraction de Paris, dont elle est une commune de la couronne,. Cette aire regroupe 1 929 communes,.

### Logement

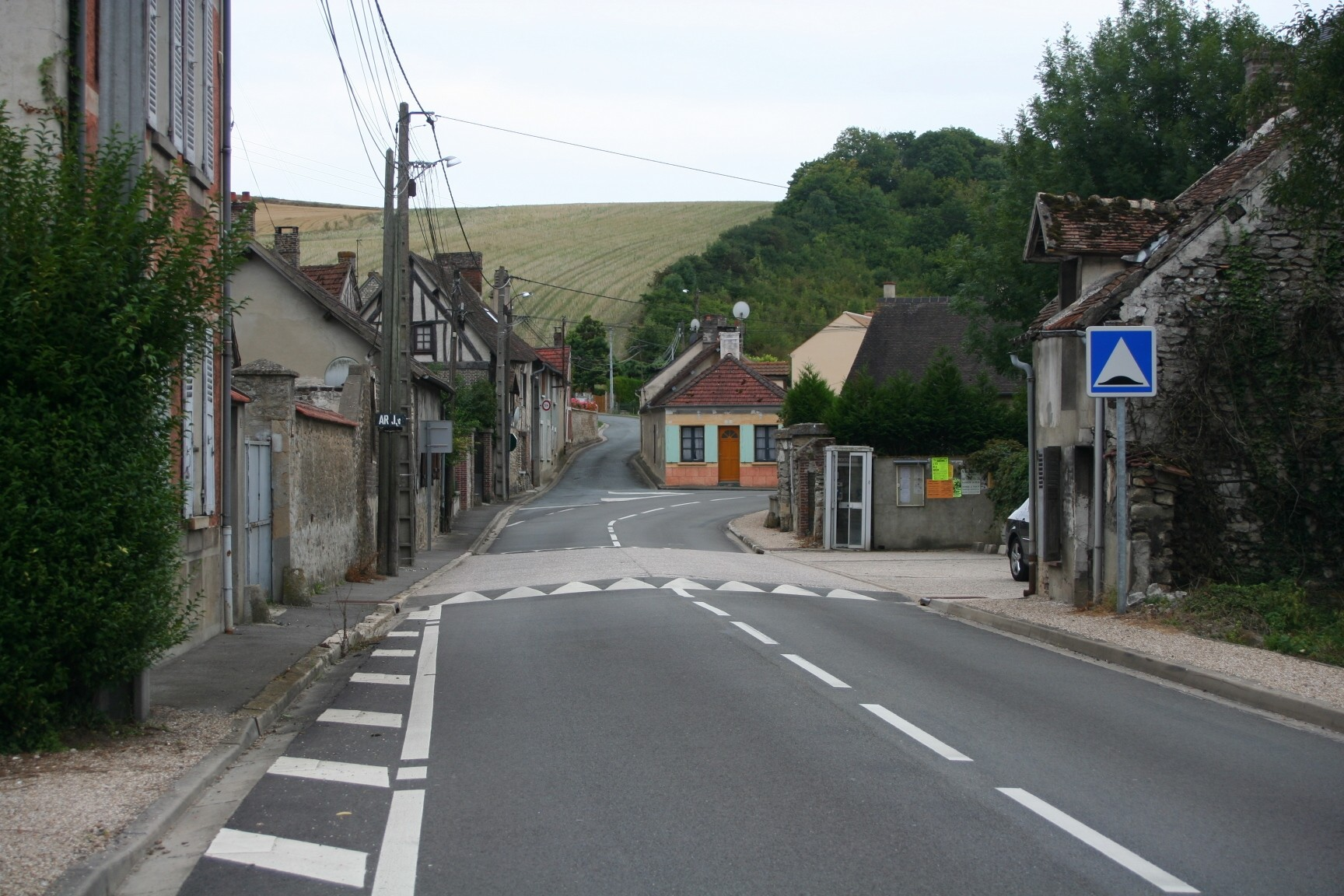
Le hameau de Roconval.

Au recensement de 1999, la commune comptait 82 logements, dont 59 résidences principales, 16 résidences secondaires et 7 logements vacants. Ce parc, en faible augmentation, + 3,8 %, par rapport à 1990, était constitué en quasi-totalité de maisons individuelles. La proportion de résidences secondaires, proche de 20 %, est nettement plus élevée que la moyenne régionale qui est seulement de 1,5 %.
Les constructions sont relativement anciennes, la part de logements construits avant 1949 est de 61 %, soit près du double de la moyenne régionale (34 %). En revanche, les logements récents (construits depuis 1990) ne représentaient que 5 % du parc. Il s'agit très majoritairement (76 %) de logements de quatre pièces et plus (contre 41 % en moyenne francilienne).
Les habitants sont surtout des propriétaires, 47 logements (80 %), contre 15 % de locataires (9 logements). Les proportions au niveau régional sont respectivement de 44 % de propriétaires et 51 % de locataires. La commune ne compte aucun logement social (HLM),.

## Toponymie
Beauregard.
Amenucourt vient d'une forme Ermenonis cur- tis (« la ferme d'Ermeno »), germanique.

## Histoire
Le nom du village proviendrait de l'anthroponyme germanique Ermeno, et du latin cortem, le domaine.
Le site est occupé depuis la préhistoire, comme l'atteste la découverte de silex taillés dans le sous-sol. Un fort romain est construit lors de la conquête, la présence romaine reste par ailleurs importante dans le Vexin français comme l'attestent la présence de plusieurs sites de grande ampleur à Genainville ou Épiais-Rhus en particulier. Une importante nécropole mérovingienne a également été mise au jour au hameau de Mauverand, ce qui atteste une présence humaine continue du site.
Mais la position du village à proximité immédiate de la frontière entre la France et la Normandie aux XIe et XIIe siècles amène régulièrement pillages et destructions. Le village se situe en effet entre le château français de La Roche-Guyon, et la forteresse normande de Baudemont. Un arrêté du 4 thermidor an VII (1799) annexe le hameau ruiné de Frocourt à la commune.

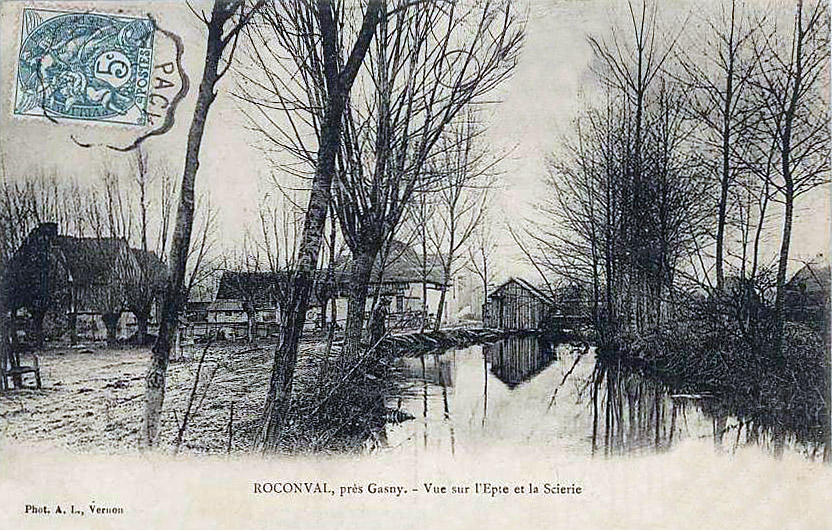
Roconval, vue sur l'Epte et la scierie, vers 1900.

Sous l'ancien régime, Amenucourt fut rattachée au fief, puis au duché de La Roche-Guyon. Le tracé très contourné de la limite communale entre Amenucourt et La Roche-Guyon est la conséquence lointaine d'un accord concédé en 1259 par le seigneur Jean de la Roche aux habitants des villages titulaires de droits sur des terrains coutumiers. Le seigneur, tout en conservant certains droits seigneuriaux, acceptait un échange de terrains et reconnaissait la pleine propriété des habitants sur d'autres terrains. 
Il existe encore actuellement dans la forêt de La Roche-Guyon un lieu-dit les Coutumes, à cheval sur la limite intercommunale entre La Roche-Guyon et Chérence.
En 1790, la commune nouvellement créée fait partie du canton de la Roche-sur-Seine, héritier du précédent duché.
Durant le Directoire, un arrêté du 6 nivose an VII indique : « Ouï le rapport du ministre de la police générale et vu les renseignements produits sur le compte des nommés Hodanger, curé de Rolleboise, Benjamin Fouet vicaire de Freneuse, Roi ex-curé d'Amenucourt et Dégouville ex-curé de Vétheuil. Considérant que la présence de ces ecclésiastiques est un sujet de troubles dans le canton de La Roche-Guyon, qu'ils fanatisent les habitants de leur résidence, que par leurs manœuvres et leurs discours séditieux, ils portent le peuple à s'éloigner des institutions républicaines et qu'ils prêtent leur appui aux royalistes et aux anarchistes qui s'agitent dans le canton de La Roche-Guyon, il est ordonné qu'ils seront déportés. »
- Hodanger, le curé de Rolleboise sera déporté le 6 nivôse an VII pour « vouer aux enfers un prêtre célébrant le culte  le décadi et s'agitant pour les prochaines élections. »[27]
- Benjamin Fouet, le vicaire de Freneuse sera déporté le 6 nivôse an VII pour « vouer aux enfers un prêtre célébrant le culte le décadi et s'agitant pour diriger les prochaines élections. »[27]
- Roi, le curé d'Amenucourt sera déporté le 6 nivôse an VII pour « vouer aux enfers un prêtre célébrant le culte le décadi et s'agitant pour diriger les prochaines élections. »[27]
- Degouville, le curé de Vétheuil sera déporté le 6 nivôse an VII pour « vouer aux enfers un prêtre célébrant le culte  le décadi et s'agitant pour les prochaines élections. »[27]

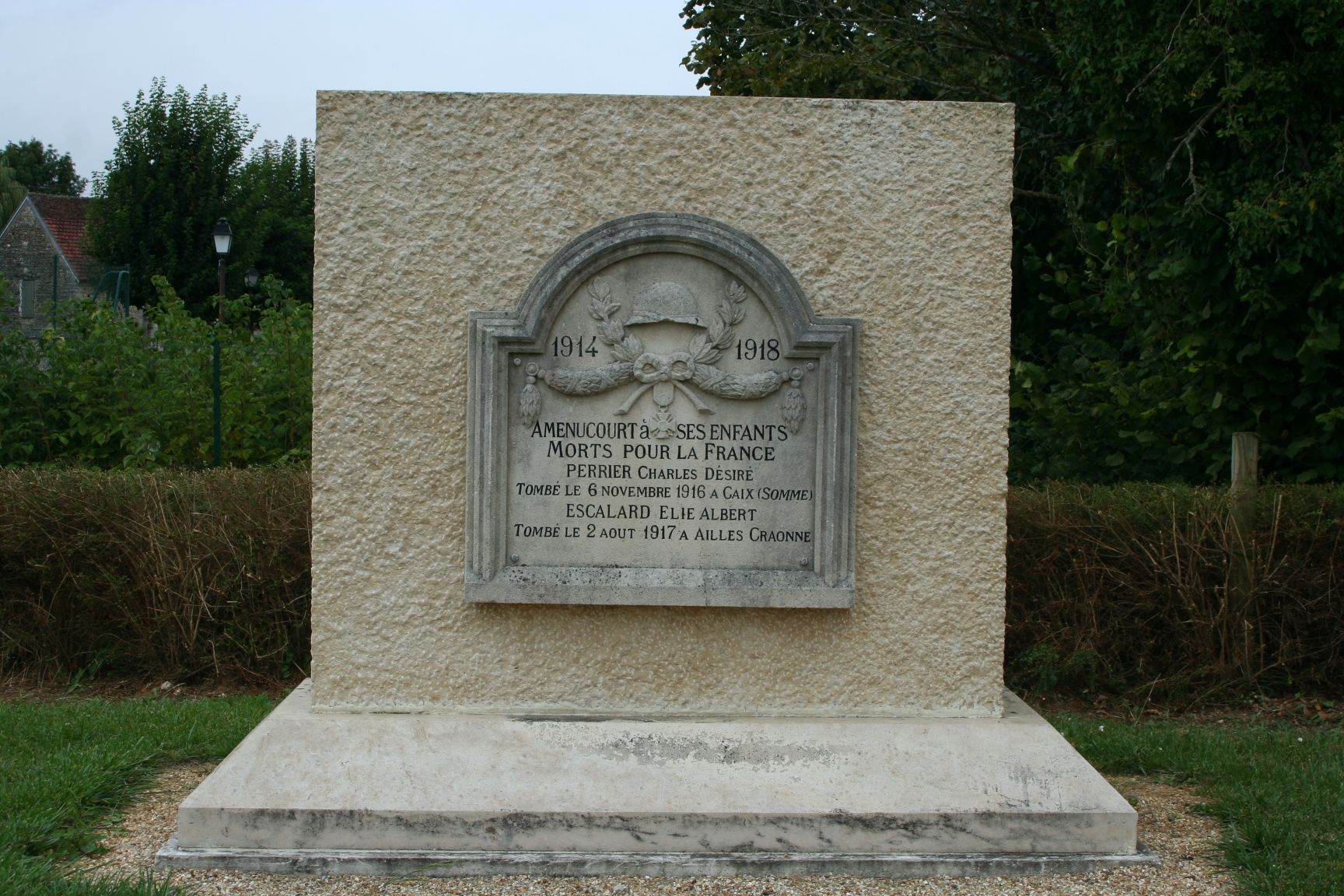
Le monument aux morts.

Au XIXe siècle, Amenucourt demeure un village agricole. En 1900, la production se répartit entre le froment (1325 hectolitres par an), le seigle, l'avoine et l'orge. L'élevage y est également présent, une partie du cheptel étant abrité l'hiver dans les boves de Roconval, grottes creusées comme à La Roche-Guyon ou Haute-Isle dans la falaise calcaire.
Pendant la Première Guerre mondiale, Amenucourt  perdit deux soldats morts au front, sur une population totale de 147 âmes (recensement de 1911).

## Politique et administration

### Organisation administrative
Amenucourt appartenait au canton de Magny-en-Vexin. Dans le cadre du redécoupage cantonal de 2014 en France, la commune fait désormais partie du canton de Vauréal
Le canton fait partie de la première circonscription du Val-d'Oise, circonscription à dominante rurale de l'ouest du Val-d'Oise, dont le député est, depuis 1993, Philippe Houillon (UMP), également maire de Pontoise depuis 2001. La commune appartient à  l'aire urbaine de Paris.
Amenucourt fait partie de la juridiction d’instance et de grande instance de Pontoise, ainsi que de commerce de Pontoise.

### Intercommunalité
La commune adhère depuis 2005 à la communauté de communes Vexin - Val de Seine, qui regroupe huit petites communes rurales du sud du canton de Magny-en-Vexin, pour une population totale de 3 400 habitants. Cette communauté de communes s'est donnée trois grands domaines d'action : la petite enfance et le périscolaire, le développement économique (notamment orienté vers l'accueil touristique) et l’aménagement de l’espace.
La commune participe par ailleurs à divers syndicats intercommunaux, dont le Smirtom du Vexin (collecte et traitement des déchets), le SIGEL (syndicat intercommunal de gestion des écoles de La Roche-Guyon), le SIIEP (syndicat intercommunal et interdépartemental des eaux potables de Bray-et-Lû), le syndicat du marais de Frocourt...

### Administration municipale
Le conseil municipal est composé de 11 conseillers municipaux, dont le maire et ses adjoints, proportionnellement au nombre d'habitants.

### Liste des maires
| Période                                  | Période  | Identité               | Étiquette | Qualité                                                         |
| ---------------------------------------- | -------- | ---------------------- | --------- | --------------------------------------------------------------- |
| Les données manquantes sont à compléter. |          |                        |           |                                                                 |
| 2008                                     | 2014     | Antoine Pétel          |           |                                                                 |
| 2014                                     | En cours | Frédérique Cambourieux | SE        | Cadre supérieur (secteur public) Réélu pour le mandat 2020-2026 |

### Politique environnementale
La commune d'Amenucourt est concernée par des sites Natura 2000. Il s'agit d'une part du site  Vallée de l'Epte francilienne et ses affluents, proposé en 2006, qui couvre tout le territoire communal situé en fond de vallée ainsi qu'une partie des coteaux et d'autre part du site Coteaux et boucles de la Seine, proposé en 2003, qui intéresse une partie boisée du sud-est du territoire communal, couverte par la forêt régionale de la Roche-Guyon.
Le marais de Frocourt a été classé en 2004 comme « espace naturel sensible » par le département du Val-d'Oise. Ce marais de 58 hectares, en partie transformé en peupleraie, fait l'objet, dans le cadre d'une convention entre le syndicat intercommunal du marais de Frocourt, le parc naturel régional du Vexin français, l’ONF et le conseil général du Val-d’Oise, d'une conversion progressive en prairies humides pâturées.
L'arboretum de La Roche-Guyon se situe dans sa partie nord (environ la moitié de sa surface totale), dans le territoire d'Amenucourt.

## Population et société

### Démographie
L'évolution du nombre d'habitants est connue à travers les recensements de la population effectués dans la commune depuis 1793. Pour les communes de moins de 10 000 habitants, une enquête de recensement portant sur toute la population est réalisée tous les cinq ans, les populations de référence des années intermédiaires étant quant à elles estimées par interpolation ou extrapolation. Pour la commune, le premier recensement exhaustif entrant dans le cadre du nouveau dispositif a été réalisé en 2006.

En 2022, la commune comptait 208 habitants, en évolution de −2,35 % par rapport à 2016 (Val-d'Oise : +4 %, France hors Mayotte : +2,11 %).
| 1793 | 1800 | 1806 | 1821 | 1831 | 1836 | 1841 | 1846 | 1851 |
| ---- | ---- | ---- | ---- | ---- | ---- | ---- | ---- | ---- |
| 321  | 296  | 315  | 255  | 266  | 260  | 295  | 251  | 243  |

| 1856 | 1861 | 1866 | 1872 | 1876 | 1881 | 1886 | 1891 | 1896 |
| ---- | ---- | ---- | ---- | ---- | ---- | ---- | ---- | ---- |
| 256  | 269  | 237  | 227  | 207  | 206  | 209  | 211  | 206  |

| 1901 | 1906 | 1911 | 1921 | 1926 | 1931 | 1936 | 1946 | 1954 |
| ---- | ---- | ---- | ---- | ---- | ---- | ---- | ---- | ---- |
| 202  | 180  | 147  | 172  | 154  | 132  | 117  | 116  | 134  |

| 1962 | 1968 | 1975 | 1982 | 1990 | 1999 | 2006 | 2011 | 2016 |
| ---- | ---- | ---- | ---- | ---- | ---- | ---- | ---- | ---- |
| 131  | 127  | 128  | 127  | 170  | 173  | 189  | 207  | 213  |

| 2021 | 2022 | - | - | - | - | - | - | - |
| ---- | ---- | - | - | - | - | - | - | - |
| 207  | 208  | - | - | - | - | - | - | - |

La population d'Amenucourt a fortement baissé dans la première moitié du XXe siècle, diminuant de près de 43 % entre 1901 et 1946, pour atteindre son minimum historique de 116 habitants au recensement de 1946. Cela résulte comme dans toute la grande périphérie de l'Île-de-France de l'exode rural.
Pratiquement stabilisée vers 130 habitants dans l'après-guerre jusqu'au début des années 1980, la population a connu une légère poussée entre 1982 et 1990. Cette croissance résulte pour l'essentiel d'un solde migratoire positif, de 2,85 % par an pendant cette période. Quasiment stabilisée entre 1990 et 1999, la croissance démographique a repris depuis pour atteindre, au recensement de 2006, 189 habitants, gagnant 18 habitants soit une progression de 10,5 %.

### Enseignement

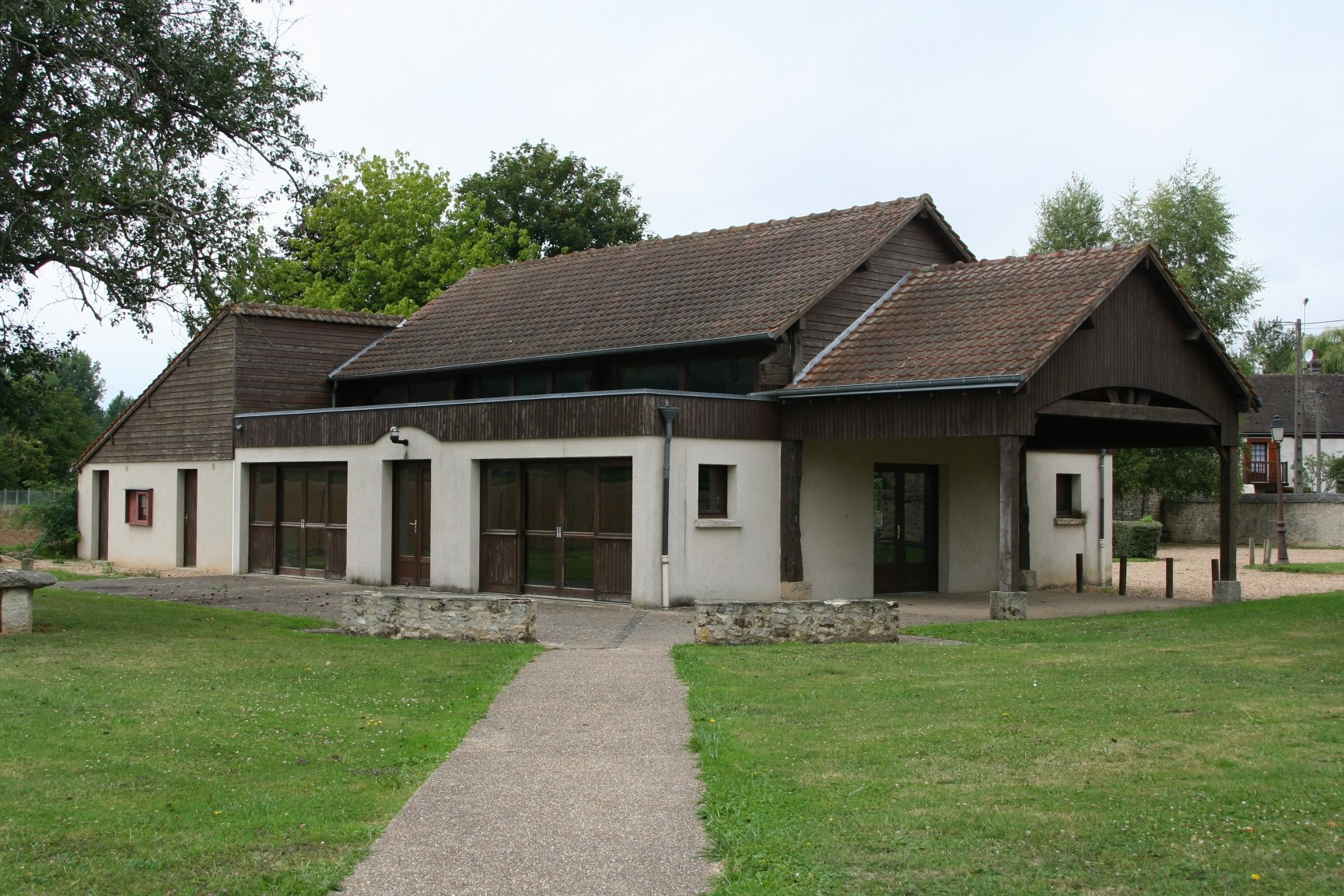
La salle des fêtes.

Amenucourt ne possède pas d'école, mais adhère au syndicat intercommunal de gestion des écoles de La Roche-Guyon (SIGEL). Les enfants sont regroupés au groupe scolaire « Le grand saule » à La Roche-Guyon comprenant une école maternelle et une école primaire qui accueille, outre les enfants du village, ceux des communes de La Roche-Guyon, Chérence et Haute-Isle. Le groupe scolaire atteint un effectif de 80 élèves à la rentrée 2008. Un service de ramassage par car dessert les communes adhérentes.
La commune est sectorisée sur le collège Rosa-Bonheur de Bray-et-Lû (1, rue de la Sablonnière), situé à 5 km au nord et le lycée général Galilée à Cergy, situé à environ 40 km à l'est.

### Santé
Aucun médecin et aucune profession paramédicale ne sont présents sur la commune. Pour les services essentiels, le centre le plus proche est Gasny (Eure) à cinq kilomètres au sud du village.

## Économie
La commune d'Amenucourt est une commune rurale, agricole et résidentielle. Elle ne possède aucun commerce de proximité.
Au recensement de 1999, la commune comptait 20 emplois, tous masculins, dont environ 12 salariés et 8 non salariés. Ces emplois se répartissaient principalement dans le secteur tertiaire (12 emplois), et secondairement dans l'industrie (4 emplois) et l'agriculture (4 emplois)
Le taux d'activité, relativement élevé, s'établissait à 85,1 %. La population active comptait 82 personnes. Parmi celles-ci, 72 avaient un emploi et 10 étaient en chômage, soit un taux de chômage de 12,2 %, proche du taux national (12,8 %) comme de la moyenne départementale égale à 12 %. Dans la tranche 15-24 ans, le taux de chômage atteignait toutefois le chiffre de 28,6 % contre 21,7 % au niveau départemental. Cette population active est en augmentation : + 30,8 % de 1982 à 1980 et + 5,9 % de 1990 à 1999.
Parmi les personnes ayant un emploi, seulement 6 personnes (8 %) travaillaient dans la commune tandis que 92 % travaillaient à l'extérieur de la commune, 24 (33 %) dans le Val-d'Oise) et 42 (58 %) dans les départements voisins. Les transports domicile-travail se faisaient très majoritairement (81 %) en voitures particulières.

## Culture locale et patrimoine

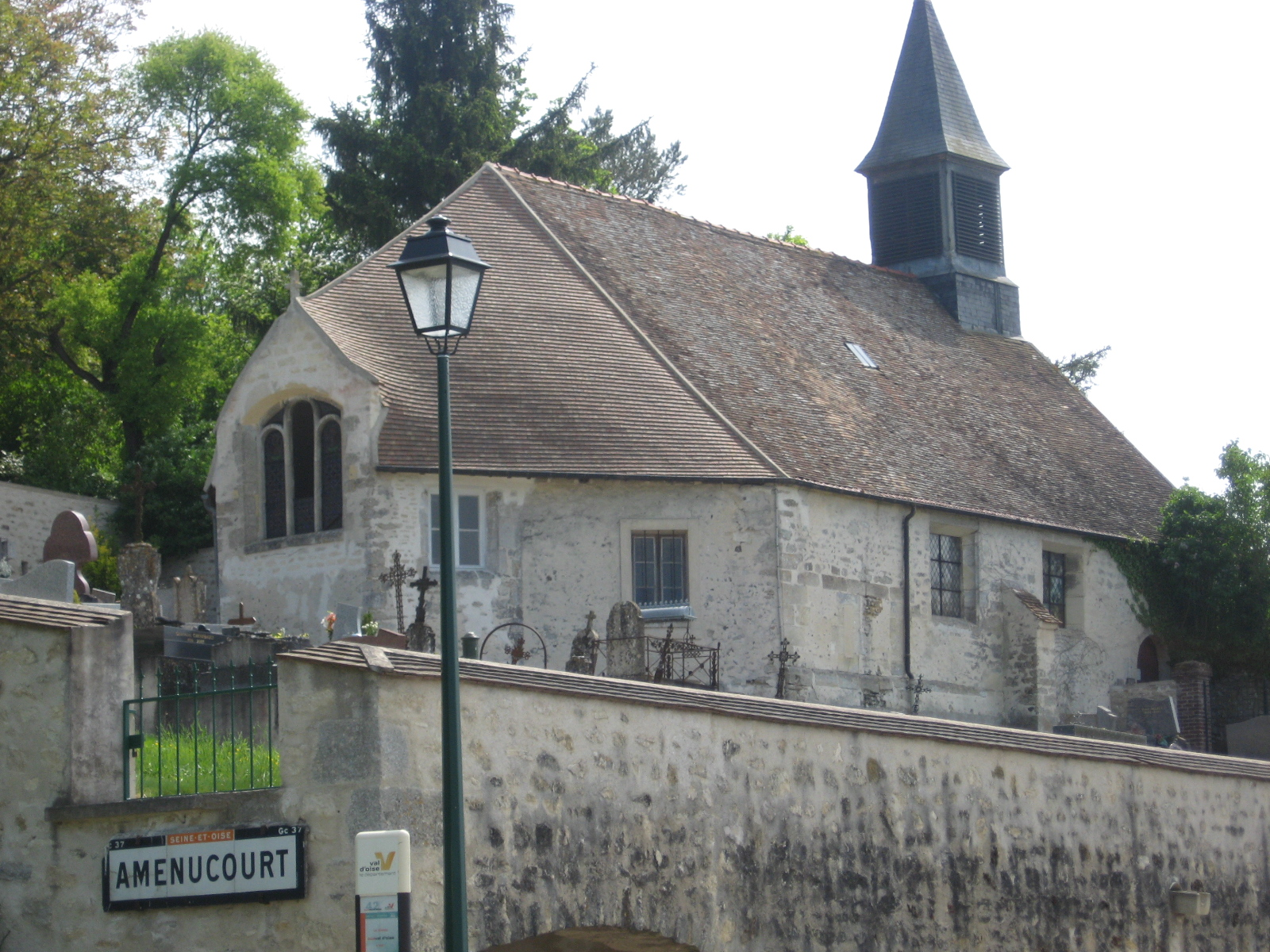
L'église Saint-Léger.

### Lieux et monuments
Amenucourt ne compte aucun bâtiment classé ou inscrit à part entière au titre des monuments historiques.
- Église Saint-Léger (de) (deux colonnes à chapiteaux inscrites monument historique par arrêté du 12 janvier 1940[54])

Le sanctuaire du XIIe siècle est toujours encore entourée de son cimetière. De fondation ancienne, l'église est donnée en 1151 par Hugues II, archevêque de Rouen, à l'abbaye Saint-Martin de Pontoise. En 1175, elle passe par transaction de Guy de La Roche au prieuré de Sausseuse, dans l'actuel département de l'Eure.
Elle a été fortement remaniée au XVe siècle et dénaturée les siècles suivants après plusieurs autres remaniements, ce qui en fait un édifice assez délabré et dénué de caractère architectural. L'église, à laquelle on accède par un escalier de trente-cinq marches, est recouverte d'une toiture unique, qui coiffe la nef avec ses bas-côtés et le chœur se terminant par un chevet à pans coupés. Aucune partie de l'édifice n'est voûté, et il ne dispose pas d'un transept. Le clocher carré s'achevant par une petite flèche est une adjonction moderne. À l'intérieur, les deux courtes colonnes à chapiteaux du XVIe siècle méritent l'attention. Les chapiteaux en forme de bandeau sont ornés de personnages en position acrobatique, type de représentation renvoyant à l'époque flamboyante. Hormis ces deux colonnes, l'intérieur de l'église ne présente aucun intérêt architectural et est complètement dépourvu d'ornementations.
L'église abrite également des stalles du XVIe siècle, des fresques du XVIIIe siècle qui ont pour thème le baptême du Christ ou la remise des clefs à saint Pierre, ainsi qu'une tablette de bois peint du XVIIIe siècle, accrochée au mur, comportant une prière à la Vierge, et qui servait au prêtre pour l'enseignement du catéchisme.

#### Autres éléments du patrimoine

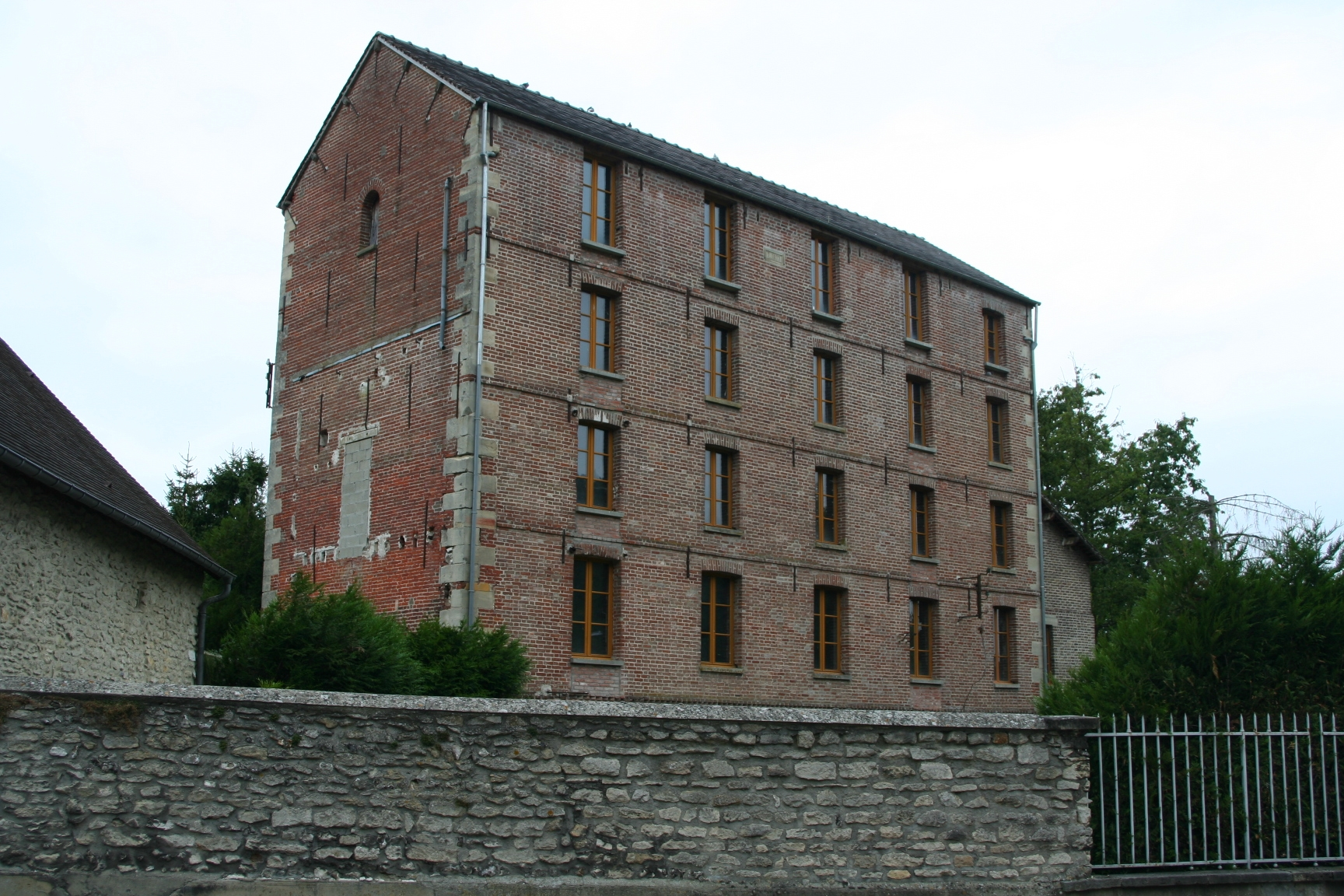
Ancien moulin à Roconval.

Au hameau du Mauverand, on peut voir un curieux lavoir muni de treuils permettant de faire varier la hauteur du plancher en fonction des crues.
À Roconval, un pont édifié en 1758 et équipé de bornes chasse-roues, permet d'accéder à la ferme des Aulnays. Un petit lavoir se situe à ses côtés. Le hameau possède également, sur un bras forcé de l'Epte, un moulin de briques datant de 1877 et qui produisait de la farine à l'aide de trois paires de meules. Les cinquante quintaux qui y étaient broyés quotidiennement approvisionnaient les boulangeries de l'ouest du Vexin français, mais aussi de Mantes-la-Jolie et de Vernon. Il constitue en 1900 la seule production industrielle de la commune avec les carrières à ciel ouvert.

### Personnalités liées à la commune
- Octave Boudouard (1872-1923), ingénieur chimiste, est né à Amenucourt.
- Jules Lieure (1866-1948), historien de l'art, collectionneur et graveur, est mort à Amenucourt.

### Héraldique
| Blason de Amenucourt | Blason  | D'or à la fasce de gueules chargée d'un poisson d'or posé en bande et accompagnée de deux poissons d'azur posés en bande. |
| Blason de Amenucourt | Détails | Le statut officiel du blason reste à déterminer.                                                                          |